# Roeboides xenodon
Roeboides xenodon är en fiskart som först beskrevs av Reinhardt, 1851.  Roeboides xenodon ingår i släktet Roeboides och familjen Characidae. Inga underarter finns listade i Catalogue of Life.